# Трифон Кунев
Трифон Кунев Бояджиев е български политик, писател и поет.
Поезията му е лирична и се доближава до тази на символистите. Освен поезия пише и хумористични разкази и фейлетони.

## Биография
Роден е през 1880 година в село Ъглен, Луковитско. Той е по-малък брат на юриста и политик Атанас Бояджиев. През 1908 г. завършва право в Софийския университет.

Започва работа като журналист и редактор във вестника на Народнолибералната партия „Българска независимост“ (1908). По време на Балканската война служи в 3 македоно-одринска бригада и 4 рота на 12-а Лозенградска дружина на Македоно-одринското опълчение. В Междусъюзническата война оглавява Юнашкия легион. По време на Първата световна война служи като капитан, командир на телефонна част в Първи софийски пехотен полк. Неговият другар Досю Драганов си спомня:
| „ | ... беше любимец на всички. Дори строгият командир на полка обичаше Трифон Кунев и то не заради добрата му военна подготовка, не за строевите му способности, а заради неговия нрав, който беше отрицание на всичко военно. | “ |

Между 1911 и 1915 г. е в редакционния екип на вестник „Воля“ като пръв помощник на тогавашния директор на вестника Симеон Радев. Кунев е арестуван след атентата в църквата „Света Неделя“.
От 1931 г. е член на БЗНС. След 9 септември 1944 г. минава в опозиция.
След Девтосептемврийския преврат заема поста директор на Народния театър; председател е на Съюза на българските писатели (между 1944 и март 1945 г.).
Между 1945 и 1950 г. е редактор на списание „Изкуство“, както и на официоза на БЗНС – Никола Петков вестник „Народно земеделско знаме“, където води рубриката „Ситни, дребни като камилчета“. В нея Трифон Кунев публикува редица фейлетони, в които защитава основните демократични свободи, в противовес на опитите за налагане на комунистически диктатура и тоталитарен режим в края на 1940-те години в България. В материал в рубриката той критикува и противобългарските стихове на тогава македонисткия комунистически поет Венко Марковски, осъжда и назначаването му от Тодор Павлов за член на държавния писателски съюз и сравнява изграждането на новата македонска югорепублика върху отхвърлянето на общобългарската идентичност на местното й славянско население с отричане и жестоко псуване на баща от страна на отделил се от него син. Политическата сатира достига своя връх в една стройна поредица от коментари върху обществените процеси по онова време, чиито творчески синтез е олицетворен във фейлетон със заглавие „Имало е по-тежки времена, но по-подли никога!“.
Крум Кюлявков го клейми и заплашва във в. „Отечествен фронт“: „Талантът на г. Кунев отдавна угасна, а на останалите му способности не би завидяла нито една издъхнала кобила <...> Народът няма дълго да търпи всичко това“. Срещу него постоянно пишат Валери Петров (Васка П.) и Христо Ганев (Колка) в новосъздадения вестник „Стършел“, наричайки го „мракобесний Трифонсон“ и под.

Публицистиката на Трифон Кунев предизвиква силното недоволство на властите и лично на комунистическия водач Георги Димитров. В своя реч на 2 юни 1946 година той подлага Кунев на остри нападки и заявява, че такива като него „трябва да отидат в архивата на историята, защото са ненужни и вредни“. Трифон Кунев влиза в директен сблъсък с него: на репликата на Димитров, че  „опозицията съвсем се е разпасала“, той отговаря: 
| „ | Дължим обаче една малка поправка на другаря Г. Димитров: това, което той е видял да се влачи, не е разпасан пояс, а червата на българската свобода. Кой я удари с нож в корема – за това друг път. | “ |

Няколко дни по-късно, на 8 юни 1946 година, Трифун Кунев е жестоко пребит в редакцията на „Народно земеделско знаме“, след което е затворен в Централния софийски затвор. Освободен е на 8 ноември, след като е избран за народен представител от опозицията. След обесването на Никола Петков и ликвидацията на парламентарната опозиция процесът срещу Кунев е подновен и през ноември 1947 година той е осъден на 5 години затвор.

## Творчество
Първите творби на Трифон Кунев са отпечатани през 1898 г. в просъществувалото за кратко (1897 – 1899) списание „Живот“. Сътрудничи на списанията „Мисъл“, „Наш живот“, „Демократически преглед“ и „Българан“.
Творчеството на Кунев преминава през сложна и динамична еволюция. В ученическите си години Трифон Кунев публикува в Сливен своите първи авторски стихотворения, които са толкова издържани в народната фолклорна традиция, че критиката дори оспорва авторството му върху тях.
Следва нов етап в естетическата му и творческа реализация, дотолкова че в годините преди Първата световна война името му се среща сред безспорните лидери в областта на българския символизъм наред с Николай Лилиев, Емануил Попдимитров и Кирил Христов.
Следващият етап се характеризира с подчертан интерес към образите и моралните характеристики на обикновените хора както от селячеството, така и от средите на дребните чиновници. В разказите на Кунев от този период за първи път усмивката, иронията и хуманността заменят студенината и песимизма, характерни за символистическия натюрел. В събирателен образ от този период се превръща Дедо Вуче от село Големо Буче, чрез който Кунев прави опит да изрази разочарованието си от новата капиталистическа реалност, като го превръща в активен контрапункт на пасивното разочарование на Елин Пелиновия герой дядо Йоцо.
Творческите метаморфози продължават да се развиват в нова посока след 9 септември 1944 година, когато Трифон Кунев загърбва чувството на патриархалната хармония от първия си творчески период, драматизма и безнадежността на символизма от втория период и донякъде циничното, но и оптимистично отношение към живота от третия си творчески период за да се превърне в символ на съпротивата срещу ограничаването на основни свободи на българските граждани. Именно силата на духа, решителността на изказа и придържането към изконни демократични принципи стават причината неговите произведения да бъдат инкриминирани до средата на 90-те години на ХХ век, а самият автор да лежи в затвора за пореден път в бурните години след 9 септември и поради разклатеното си здраве да бъде интерниран в последните години на живота си.

## Произведения
Кунев е автор на стихосбирките:
- „Песни“ (1905)
- „Хризантеми“ (1907)
- „Зарници“ (1926)
- „Стихотворения“ (1945)

Със съдействието на вестник „Стършел“ през 1998 г. е издаден малък и непълен сборник политически фейлетони със заглавие „Ситни, дребни като камилчета“.
- Трифон Кунев. Голата истина. Публицистика. 1945–1947. Съставител: Пламен Дойнов. София: Кралица Маб, 2020. ISBN 978-954-533-188-6

## Памет
На Трифон Кунев е наречена улица в квартал „Витоша“ в София (Карта). През февруари 2020 г. департамент Нова българистика към Нов български университет организира Национална научна конференция „140 години Трифон Кунев“.